# Basilique rouge
Pour les articles homonymes, voir Temple des dieux égyptiens.

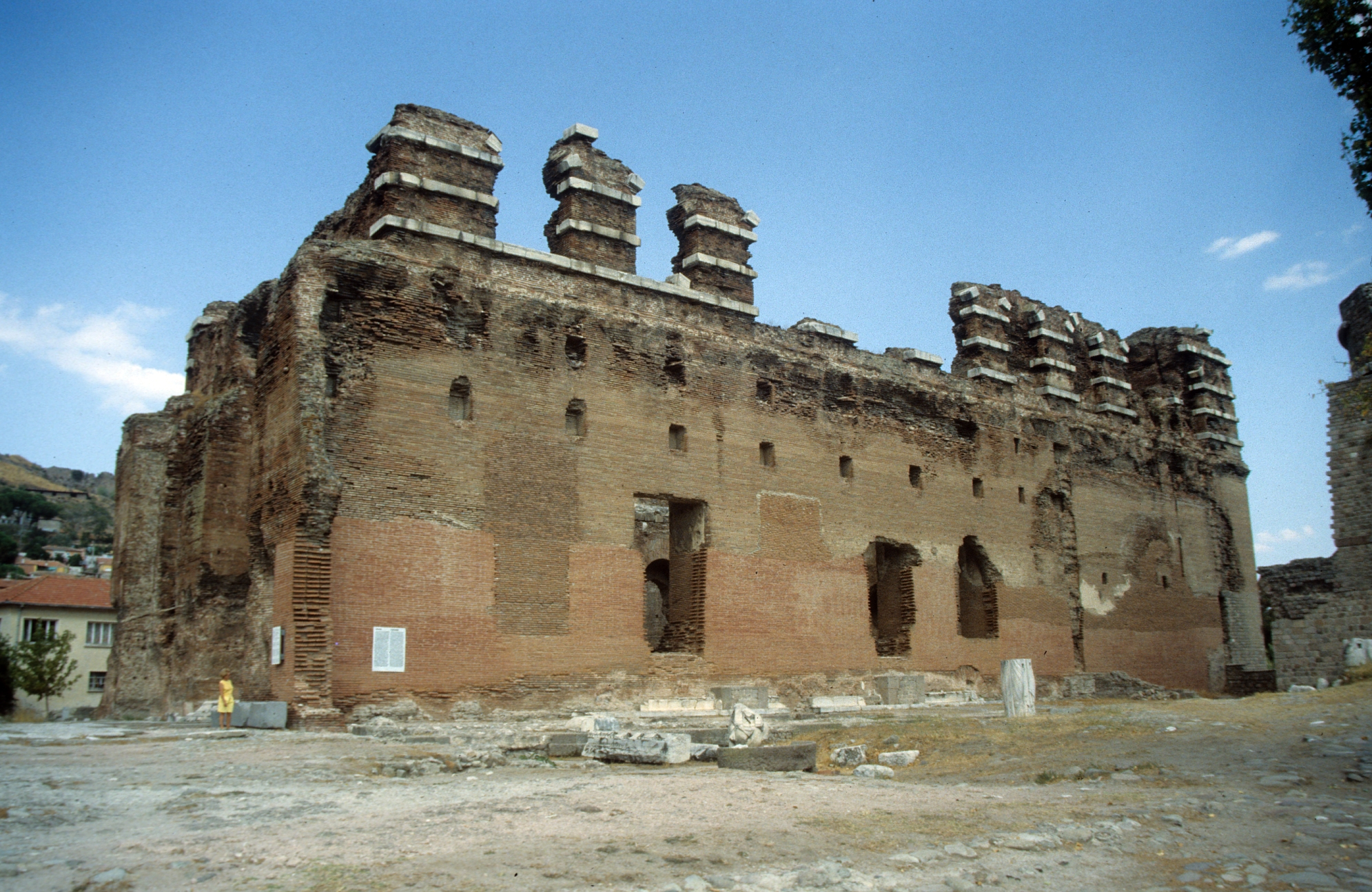
La Basilique rouge, vue du sud.

La Basilique rouge ou Cour rouge (en turc : Kızıl Avlu), également appelée « salle rouge », « temple de Sérapis » ou « temple des dieux égyptiens », est un monument romain en ruine, situé dans l’ancienne ville basse de Pergame, aujourd'hui dans le centre historique de la ville de Bergama, en Turquie, dans la province d’Izmir.
Situé au pied de l'acropole de Pergame, ce grand bâtiment de brique rouge, d'une surface de 60 × 26 m et de plus de 20 mètres de haut, est précédé d'une vaste esplanade rectangulaire. La superficie totale du complexe atteint environ 100 × 265 m, ce qui en fait l'un des plus grands projets architecturaux de l'époque romaine en Asie mineure. La construction de l'ensemble remonte sans doute au règne de l'empereur Hadrien. Ce temple était dédié aux dieux égyptiens, probablement Isis et Sérapis. Il a dû servir aussi au culte impérial. À l'époque byzantine, une basilique à trois nefs a été aménagée à l'intérieur de la salle romaine, avec une abside à l'est et des arcades dédiées à Jean ou à Paul.
Sous l'esplanade passe le Sélinus, fleuve côtier qui arrose la ville de Pergame, dans deux tunnels d'environ 200 mètres de long, formés par la double voûte du pont romain de Pergame (en), de loin le plus large des ponts connus de toute l’Antiquité. Parmi les bâtiments se trouve un système complexe d'aménagements souterrains et de couloirs dont la fonction est controversée. Divers bassins et conduites d’eau étaient probablement voués à des cérémonies liées au culte des dieux égyptiens.

## Lieu et implantation

Plan du complexe de la Cour rouge, avec l'esplanade à l'est et la Basilique rouge à l'ouest.

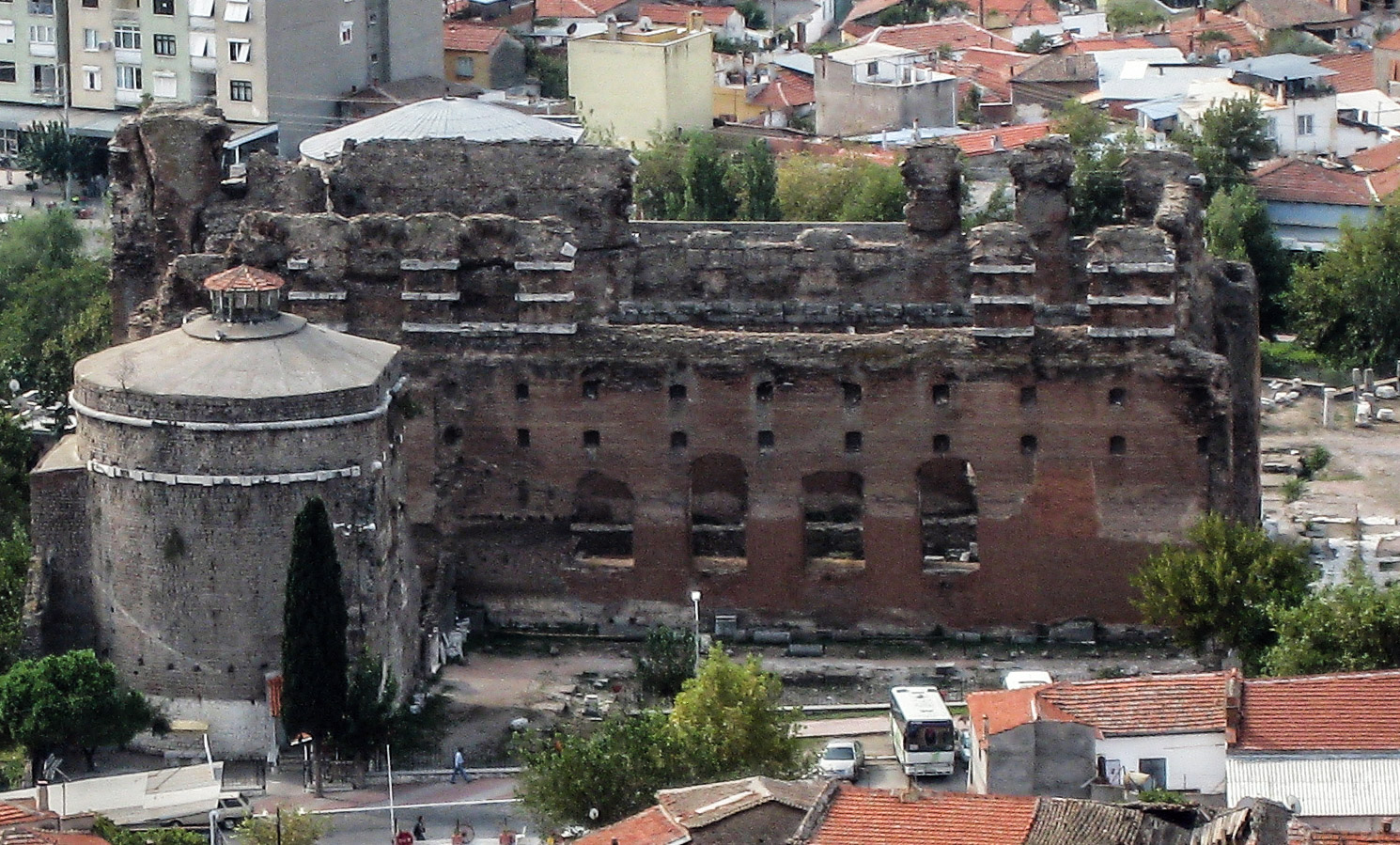
La Basilique rouge et les deux rotondes annexes.

La « Cour rouge » est située au pied sud de la colline de l'Acropole, intégrée au système routier de la ville basse et à environ 1,5 km à l'est de l'Asclépiéion. Selon le plan de Pergame d'Ulrike Wulf-Rheidt, la ville basse était divisée en insulae (pâtés de maisons) de 92 x 92 mètres, qui avaient été établis à peu près dans la direction nord-sud : le complexe de la Cour rouge aurait occupé trois insulae. À l'extrémité est, il touche à angle aigu le quadrillage d'expansion de la ville romaine, située vers le nord-ouest et le sud-ouest. À l'ouest, il est jointif au forum présumé. En raison des hauts murs d'enceinte, la zone s'est trouvée isolée de son environnement urbain et exclue du système de voirie, d'autant que, dans l'état actuel des connaissances, les seules entrées se trouvaient dans le mur occidental.
Le complexe (le téménos) comprend une esplanade à l'ouest, et le temple à l'est. L'esplanade, accessible depuis le côté ouest, probablement depuis le forum, occupait près des trois quarts de la superficie totale. À l'est se trouve l'actuel bâtiment du temple appelé « Basilique rouge », flanqué au nord et au sud de deux bâtiments cylindriques (rotondes), auxquels appartenait une autre cour approximativement carrée, complétée à l'ouest par la façade du temple. La zone entière était entourée d'un mur dont le tracé est encore partiellement visible dans la ville actuelle. Avec ses dimensions de 100 × 265 mètres, ce complexe architectural est l'une des plus vastes implantations romaines d'Asie mineure. L'accès actuel est situé à l'est du complexe de Kınık Caddesi.

### L'esplanade et le pont
La cour principale couvre une surface rectangulaire d’environ 100 × 200 mètres, dont plus des deux tiers sont recouverts par des maisons modernes. On pénétrait dans la cour par une façade à arcades, à l'ouest. Le mur du téménos subsiste sur Mermer Direkler Caddesi sur une longueur de 46,5 mètres et une hauteur atteignant 13 mètres, parmi les bâtiments modernes. On peut y distinguer, à l'extrémité nord, des éléments d'une porte en marbre d'une largeur de 2,70 mètres. Une autre entrée occupait le milieu de la façade, d'une largeur estimée à 10 mètres, en supposant une symétrie totale du complexe. Le mur extérieur était divisé par des niches, des colonnes encastrées à chapiteaux corinthiens et des piliers de marbre blanc, dont l’un est encore présent in situ.

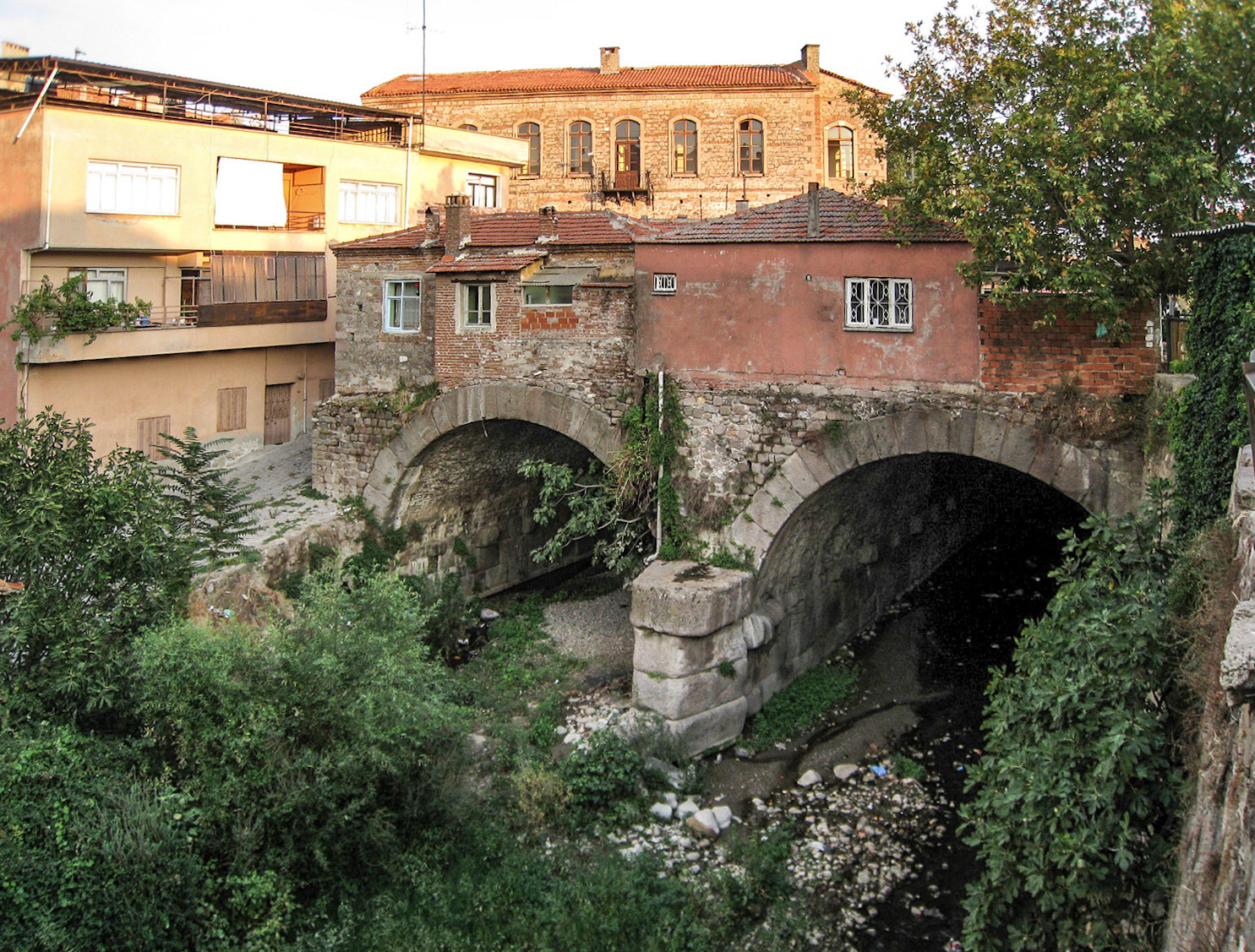
Extrémité nord-ouest du pont romain de Pergame, qui se présente comme un faux tunnel.

Sur une longueur de 200 mètres, la rivière de la ville, le Sélinus (aujourd'hui Bergama Çayı), a été couverte d'une double voûte. Ce pont de Pergame, appelé pont surélevé, est toujours en service et, malgré son aspect de double tunnel, on a plutôt affaire à un pont romain, de loin le plus large de toute l'Antiquité, faisant appel à une technique de construction de pont à deux arches de pierre, et non aux techniques de forage et d'excavation propres aux véritables tunnels antiques.
Sur les côtés de la cour se trouvaient des colonnades (portiques, stoa) ; dans chacun des murs nord et sud étaient aménagées trois exèdres. Le portique oriental, nettement plus haut que les autres, avait un fronton en saillie avec un propylée au milieu, marquant l'entrée du temple. À travers ces portiques à colonnes, on atteignait les cours latérales, également entourées de portiques, dont les toits n'étaient pas soutenus par des colonnes, mais par des atlantes, sculptures plus grandes que nature dans lesquelles on pouvait reconnaître des figures de dieux égyptiens. La conception de la cour principale n'est pas connue : on peut considérer comme un fait certain qu'elle était ornée de statues, mais, jusqu'à plus amples recherches, on ne peut avoir aucune idée des constructions, structures ou inscriptions qu'elle pouvait porter.

### Le temple

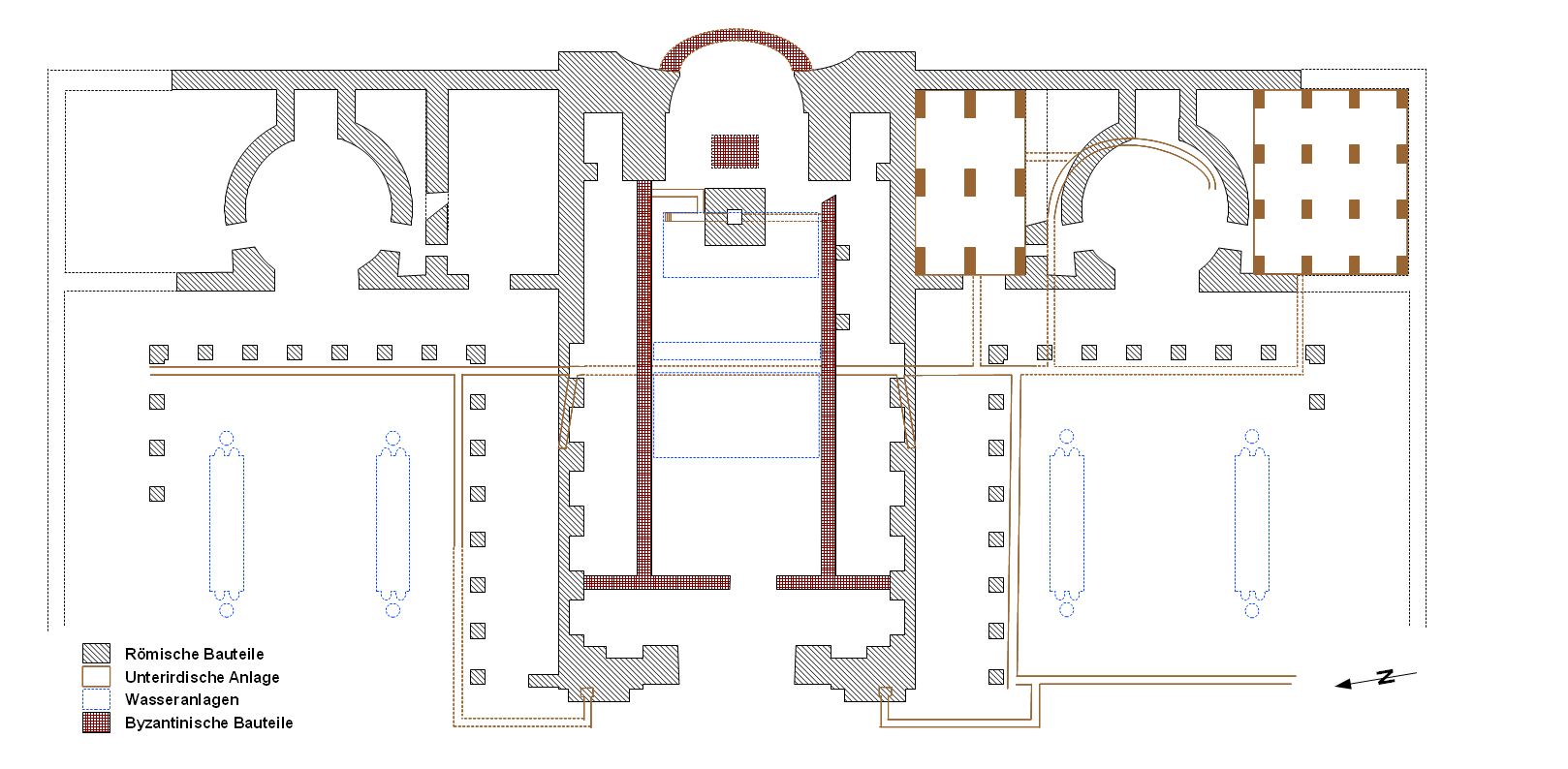
Plan du temple et des cours latérales

Le bâtiment principal, qui mesure environ 26 × 60 m, est aligné presque exactement est-ouest. Ses briques rougeâtres ont donné son nom actuel au bâtiment. Sur des photographies photogrammétriques réalisées en 1974 et 1976, on a trouvé des murs subsistant sur une hauteur de 20 mètres. La forme du toit du bâtiment est inconnue : on ne peut que spéculer sur sa hauteur d'origine.

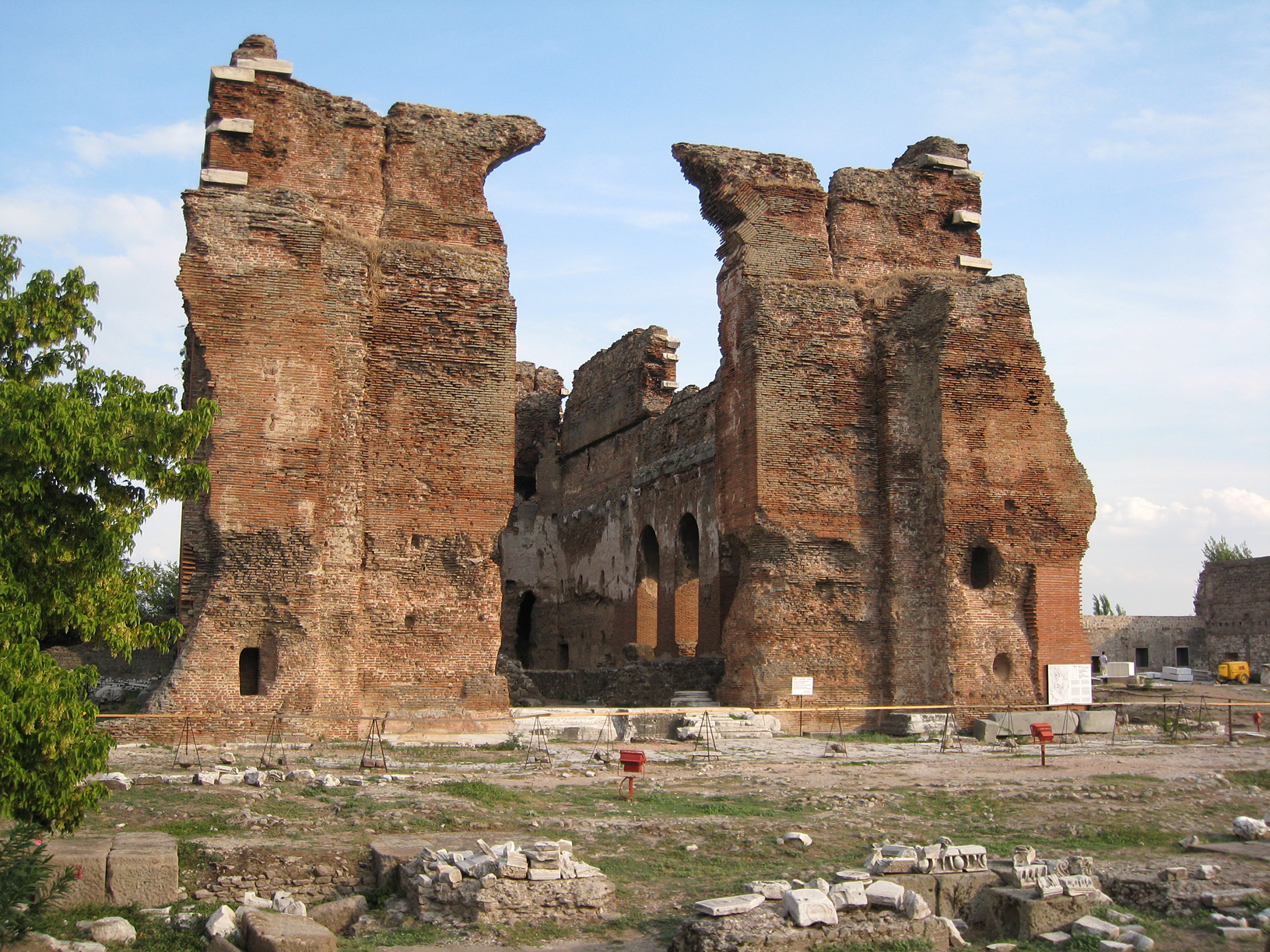
La Basilique rouge, vue de l'ouest.

L'entrée derrière le propylée et les six marches de marbre formait une porte monumentale d'au moins 7 mètres de large et de 14 mètres de haut, fermée au sommet par une arche. Le mode d'ouverture de la porte reste incertain, en l'absence de traces probantes.

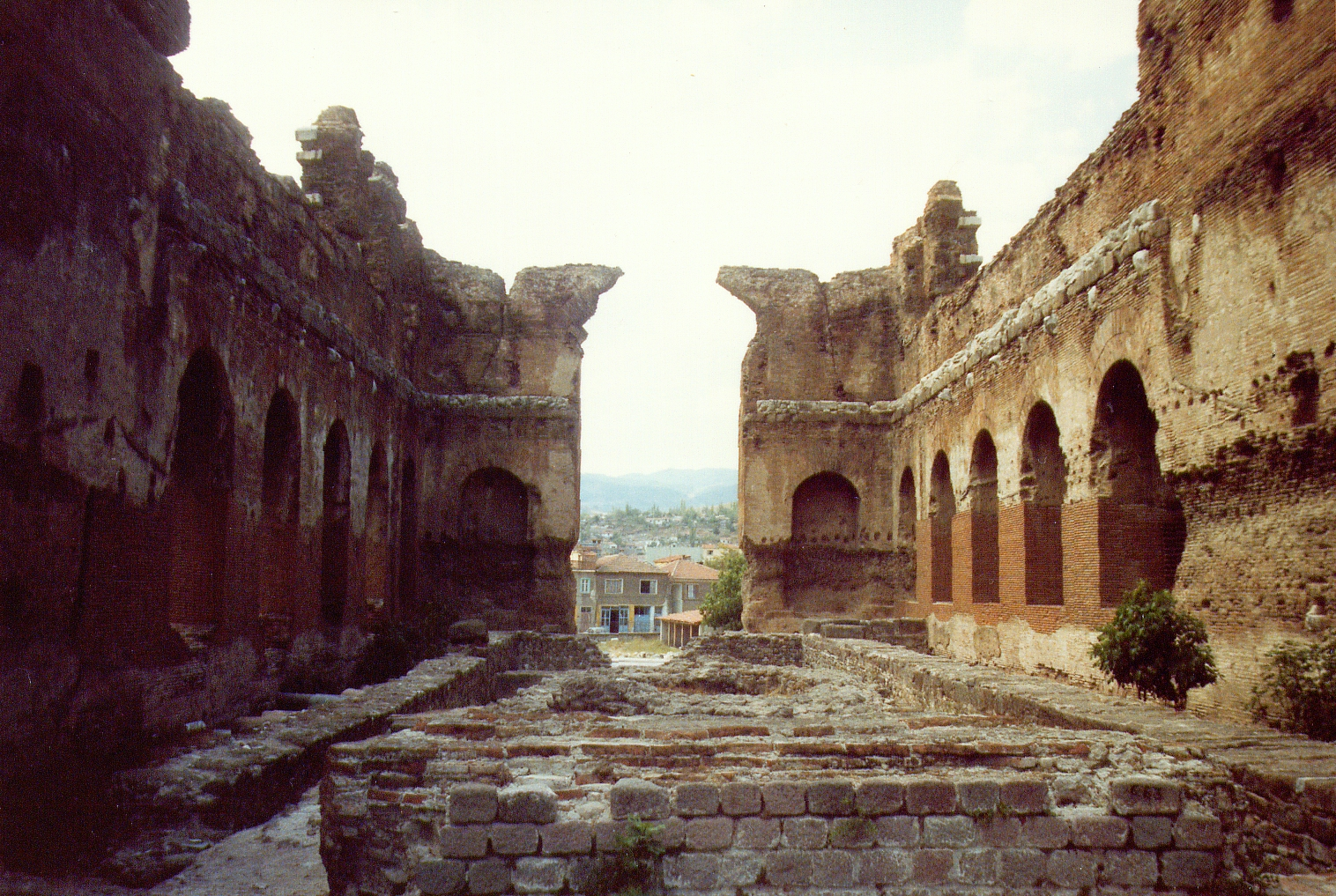
Intérieur avec le podium central, vu de l'est ; des deux côtés, les bandes de fondations installées lors de la conversion du bâtiment en église byzantine.

Les murs intérieurs et toutes les parois extérieures du bâtiment étaient recouverts de marbres de différentes couleurs. Sur le mur de droite ont été trouvés des restes de placages de marbre et, à différentes hauteurs, des piquets en marbre qui ont pu servir à suspendre les plaques. Le sol garde encore, surtout dans la partie ouest, la mieux préservée, des vestiges de ce revêtement : on peut distinguer du marbre rouge de Rhodes, du vert de l'Inde et des fragments de pierre plus sombre, probablement du granite d'Égypte.
Dans le mur d’entrée, à droite et à gauche de la porte, à 2,70 mètres d’altitude, se trouve une niche d’une hauteur de 6 mètres et d’une largeur de 3,12 mètres. Cinq niches similaires sont visibles dans la partie avant des murs longitudinaux. Les piliers intermédiaires ont une largeur de 2,25 mètres et la maçonnerie dans les niches a une profondeur de 2,55 mètres. Les arches formées représentent ainsi les éléments porteurs du bâtiment et se situent exactement au-dessus de ces cinq niches. Des fenêtres similaires s'ouvrent dans le mur extérieur. Elles continuent, contrairement aux niches inférieures, vers l’arrière de la partie orientale des murs latéraux, sous la forme de trois arcs visibles de l’extérieur.
Dans le coin sud-est de la pièce, il y a deux bases de colonnes carrées, suggérant une série de sept ou huit colonnes de chaque côté. À l'intérieur ont été trouvés de nombreux vestiges de ces colonnes. À environ deux mètres au-dessus des arcs de niches dans le mur, on peut voir une corniche continue de marbre. Elle portait probablement, en relation avec les rangées de colonnes, un aménagement d'environ trois mètres de large. On croit que se trouvait par-dessus une autre rangée de colonnes. Ainsi, les murs intérieurs auraient été précédés d'un portique à deux étages, l'étage supérieur devant franchir deux imposantes cages d'escaliers dans les angles du mur est. On ignore si l'aménagement dans le mur d'entrée était fermé, mais la porte n'aurait pas pu s'ouvrir, son déplacement dépassant le niveau de la corniche de marbre.

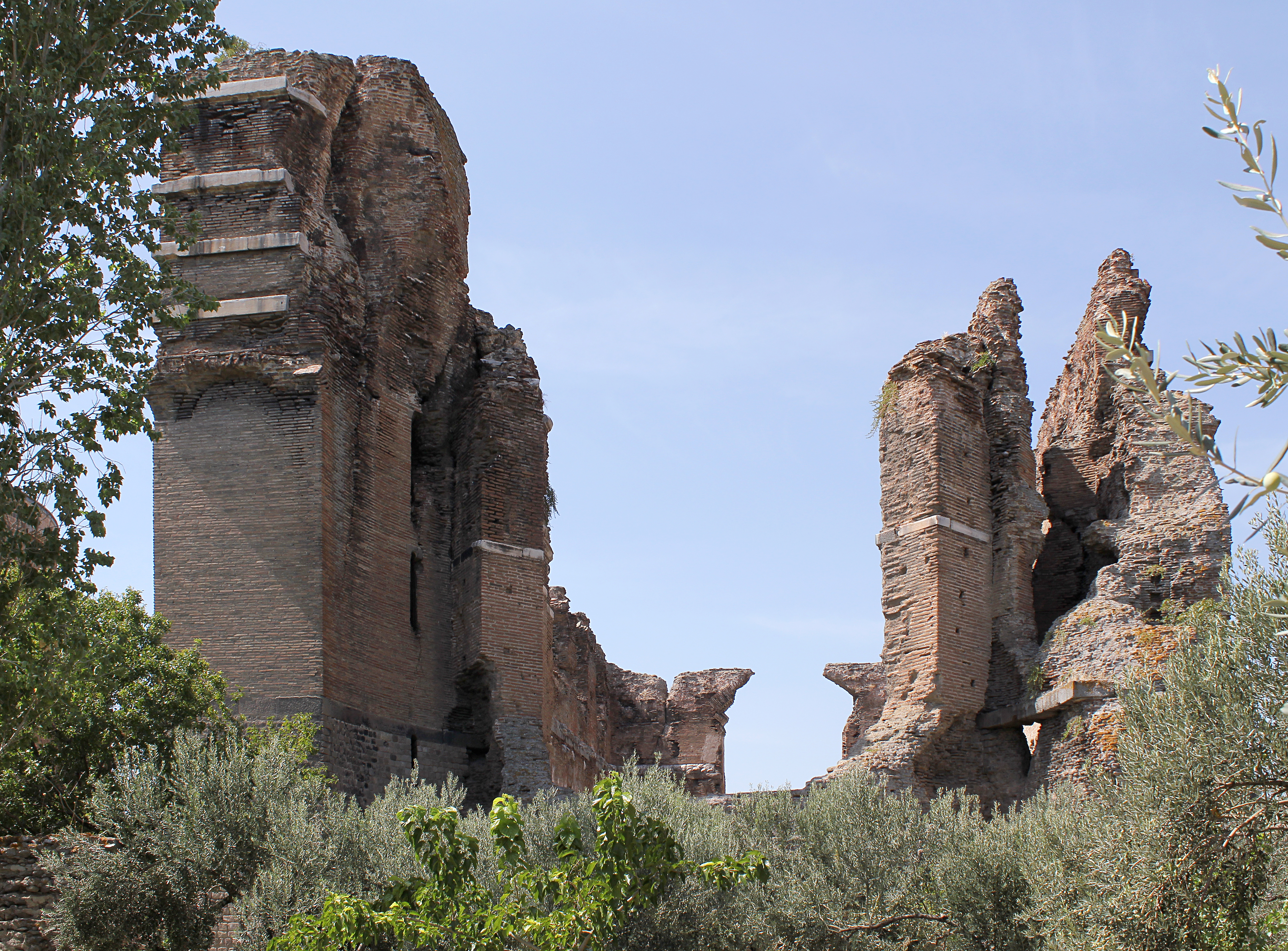
Côté est de la salle, avec l'abside byzantine

L'apparence du mur est ne peut pas être reconstituée, car une abside a été construite lors de la conversion du temple en église byzantine. Mais comme il n'y avait pas d'ouvertures de lumière à l'arrière, on peut supposer que le mur arrière comportait des fenêtres. On peut même envisager un éclairage de plafond au-dessus des fenêtres. Dans le cadre des fouilles menées depuis 2002, avec des sondages à une profondeur de plus de sept mètres sous le niveau du sol, Ulrich Mania a noté qu'une niche ouverte vers l'extérieur formait l'extrémité est du bâtiment, mais aucune trace n'a été trouvée de son mode de réalisation. Il en conclut que la façade est de la Basilique rouge n’a jamais été achevée.
Au milieu de la pièce, un bassin d'eau d'une profondeur de 0,22 m est noyé dans le sol. Il commence aux environs de la quatrième niche, mesure 5,20 m de long et se trouve délimité latéralement par les rangées de colonnes. À environ deux mètres en arrière du bassin se tient un fossé long de 1,40 m et profond de 1,37 m, revêtu d'albâtre égyptien. De là, une conduite d’eau mène aux marches de la salle, si bien que l’on peut supposer que le fossé était rempli d’eau. Juste à côté s'élève un podium de 1,50 m de haut et de 8,82 m de large, sur lequel, après 7,80 m, est érigée une deuxième structure en pierres de carrière, carrée, de 4,60 m de côté. En son centre, on peut voir un retrait de 1,50 × 1,50 m, profond de 1,35 m, conçu pour accueillir une statue de culte monumentale. Selon qu’il s’agisse d’une statue assise sur un siège ou debout en robe, sa hauteur est estimée entre 10 et 20 mètres. Cet évidement est accessible par un escalier situé au nord du podium, ce qui laisse penser à Salditt-Trappmann que la statue creuse était praticable et que les prêtres parlaient depuis elle à la communauté, s'exprimant au nom de la divinité.
Selon Brückener et Mania, toutefois, la dernière section du couloir a été refermée lors de la mise en place de la base de la statue de culte, ce qui exclut cette interprétation. Au-dessous du podium, une salle voûtée en tonneaux, que Regina Salditt-Trappmann interprète comme un réservoir servant à puiser l'eau symbolique du Nil, telle que trouvée dans les cultes des dieux égyptiens. Cependant, selon les résultats des fouilles de 2002/2003, Ulrich Mania affirme que la salle n'a probablement été utilisée comme citerne qu'après la conversion en église et que le bassin d'eau situé devant le podium a également été installé plus tard. À 1,85 mètre derrière le podium, se trouve un autel chrétien de l'époque byzantine. L'extrémité actuelle du bâtiment à l'est est formée par l'abside, construite ultérieurement.
Aucun élément ne peut être assigné de façon claire à la toiture du bâtiment, de sorte que sa forme ne peut être que pure conjecture.

### L'église byzantine
Lors de la conversion  du monument en église chrétienne, le niveau du sol fut élevé d'au moins 2,47 m, comme en témoignent les deux plates-formes latérales de fondations encore visibles. Avant les fouilles récentes, les fondations des murs étaient enfouis, à l'exception de l'autel. Sur les fondations, approximativement à la place des piliers des anciens portiques, furent construites des rangées d'arcades divisant la cella en trois nefs. La largeur des bas-côtés ne représentait qu'environ un tiers de la nef centrale. A. Baratta a décrit en 1840 deux ordres de colonnes de granite dont les fûts supportaient des galeries. Andreas David Mordtmann a rapporté, lors de ses voyages à Pergame en 1850 et 1854, qu'il avait eu du mal à pénétrer à l'intérieur de l'église, celle-ci étant occupée par des habitations turques, et que les piliers destinés à la mosquée du sultan Ahmed de Constantinople en étaient issus, ce qui n’est pas vérifiable. Le mur est a été remplacé par une abside dont les vestiges, contrairement aux arcades, sont encore visibles de nos jours. Dans la zone de l'abside, on peut voir les restes d'incrustation de la paroi. De là, sur les murs intérieurs de la nef, il y avait une frise de vignes faite de spolia romains.
D'autres traces de l'intérieur sont des restes de plâtre peint imitant l'albâtre. Dans les murs extérieurs à l'est, au bout des allées, les portes étaient brisées. Elles conduisaient à l'espace compris entre les temples et les rotondes, qui à ce moment-là était coiffées d'un toit en voûte d'arêtes et servait probablement de pastophorium (espace de travail des prêtres). Des restes d'empreintes murales et d'empreintes d'arches voûtées témoignent de ces voûtes. On ne saurait dire si elles existaient déjà au moment de la conversion ou si elles ont été réalisées à cette occasion.
Des fragments d'architecture de hall romain ont été utilisés comme matériaux de remplissage dans la construction du plancher de l'abside attenante et comme spolia utilisés dans des bâtiments annexes, ce qui prouve que la conversion en église a été précédée d'une destruction des éléments d'architecture païenne.

### Les rotondes

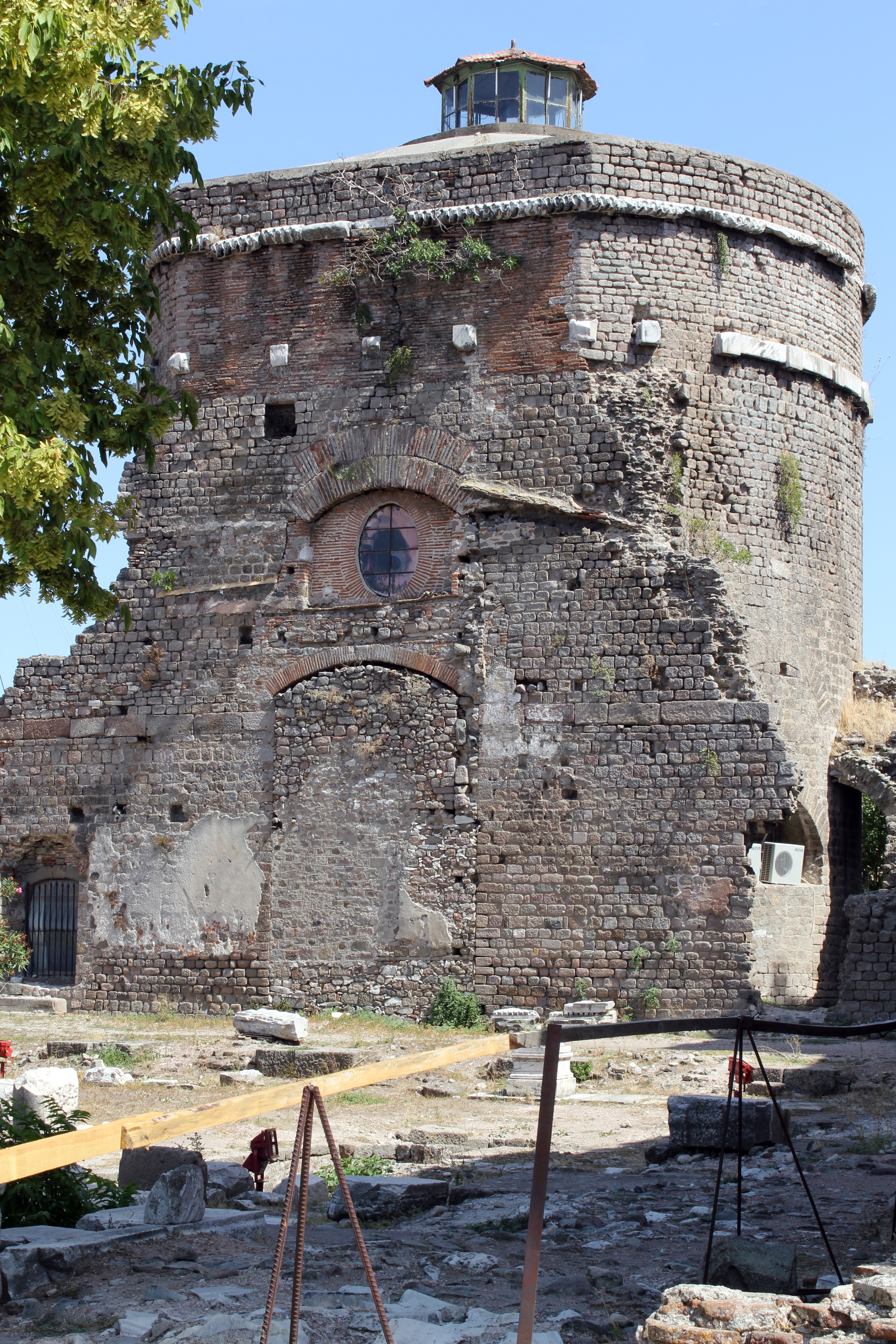
La tour nord, utilisée comme mosquée.

À gauche et à droite du temple se trouvent deux bâtiments monumentaux ronds, dont la fonction n'est pas claire, mais qui ont probablement servi à des fins cultuelles.
On n'a pas trouvé de socles d'éventuelles statues de divinités. Les tours, situées à la hauteur des escaliers, ont un diamètre intérieur de 12 mètres. Chacune des entrées principales, de 11,5 mètres de haut et semblables à des portes de temples, se trouvait du côté ouest des cours à colonnades associées. Les autres entrées étaient du côté du temple et du côté opposé. À une hauteur d'environ 16 mètres commencent les coupoles qui couvraient les bâtiments. Il n'y a pas de fenêtres dans les murs, on peut donc supposer que la lumière venait d'un oculus percé dans le dôme. À l'extérieur, on trouve des restes de marbre et, juste au-dessous du dôme, une corniche de marbre semble indiquer que les deux rotondes en étaient recouvertes.
La tour nord fait maintenant office de mosquée, tandis que la tour sud, qui a longtemps servi de dépôt pour les fouilles, a fait l'objet, dans les années 2006-2009, d'une restauration minutieuse entreprise par l’Institut archéologique allemand.

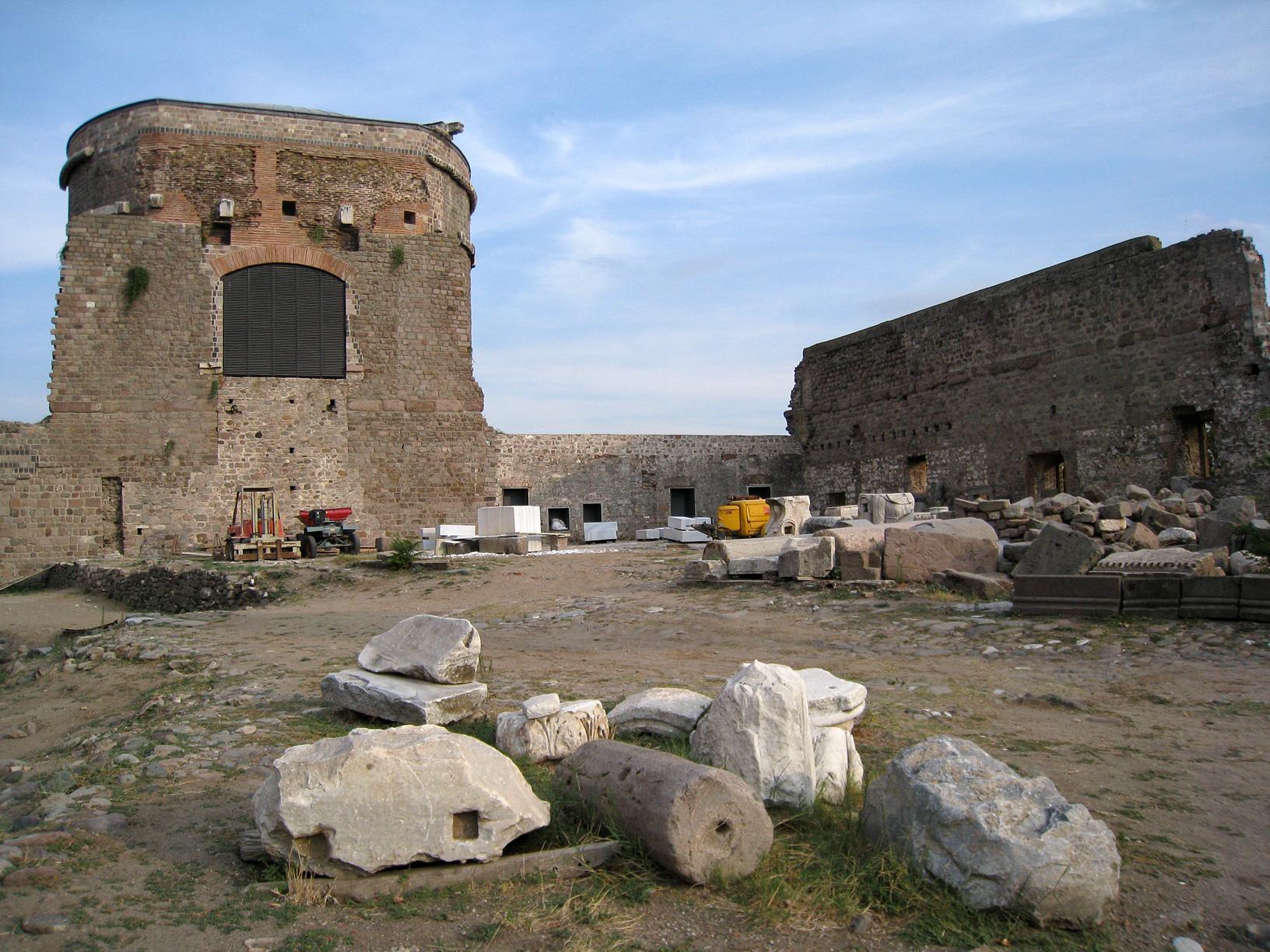
La cour et la tour sud.
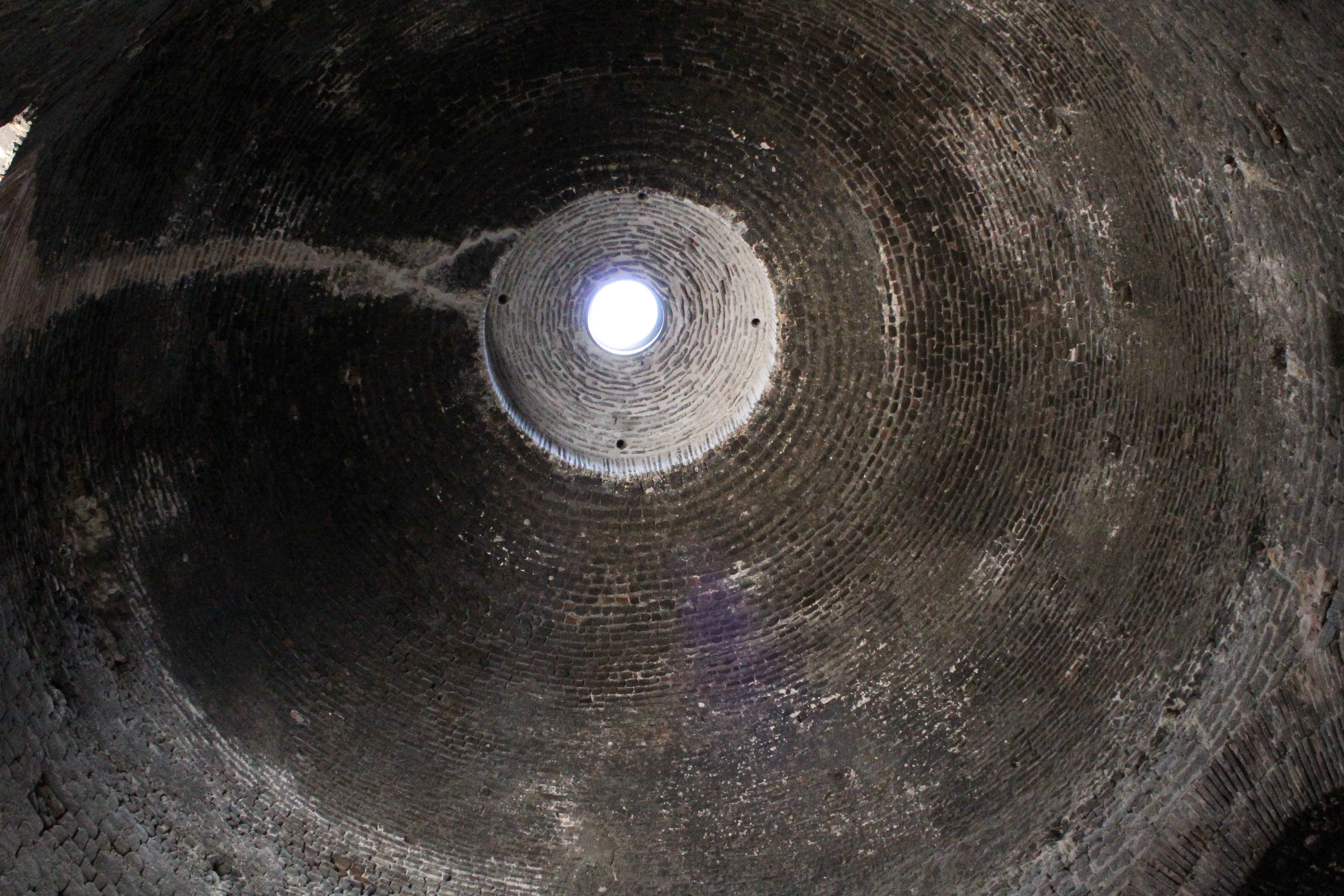
Coupole restaurée de la tour sud.

## Utilisation
Le temple servait certainement au culte de plusieurs dieux égyptiens comme Sarapis, Isis (dont on a retrouvé une petite tête en terre cuite dans le téménos), Harpocrate, Osiris, Apis ou Hélios. Il a pu être dédié à Sérapis ou à Isis.
Contrairement aux temples grecs où le bâtiment tout entier était considéré comme la maison du dieu, le culte du dieu, ici, était seulement limité à la partie est du temple. Le téménos était utilisé pour des cérémonies diverses. La hauteur considérable des murs du téménos servait probablement à empêcher les étrangers d'être témoins des cérémonies et des rituels mystérieux.
Il semble que l'eau a joué un rôle très important, étant donné l'abondance des bassins et de canalisations. Les bassins, à l'extérieur du temple, étaient apparemment purement décoratifs, tandis que ceux de l´intérieur étaient utilisés pour les cérémonies, par exemple des rituels de purification pendant lesquels les fidèles étaient aspergés d'eau.

## Destruction et restauration
À l´ère chrétienne, le temple a été en partie ravagé par un incendie. Mais une basilique chrétienne a été aménagée dans les façades endommagées du temple ; elle fut détruite plus tard par les forces arabes qui assiégèrent la cité. L´Institut archéologique allemand a entrepris plusieurs fois des fouilles dans la ville et restauré le temple.